# Голям щорм (1703)
Големият щорм от 1703 година е сред най-мощните бури, сполетявали някога Северозападна Европа, както и най-мощната, удряла Британските острови. Щормът е класифициран като ураган от 2-ра категория.

## Развитие
Бурята започва с необичайно силни ветрове на 24 ноември и утихва едва на 2 декември. Достига максимална сила в Югозападен Уелс към 2 часа през нощта на 8 декември, след 4 часа в Лондон и в 11 часа предиобед в Копенхаген.
Скоростта на ветровете достига до 120 мили/ч. Центърът на щорма е в Северно море на север от Дания и се движи на изток със скорост 45 мили в час.
Уилям Дърам измерва изключително ниско атмосферно налягане от 973 милибара. Районите на ниско налягане се простират от Швеция до Ирландия, предизвиквайки лошо време.

## Поражения
Щормът нанася тежки поражения в южните части на Кралство Англия, значителни щети понасят северните части на Франция, Холандия и Фландрия. Тежки наводнения засягат Бристол и околните градове в Югозападна Англия. Наводнения сполетяват също северни части на Франция и някои райони на Фландрия.
Англия
Сред първите разрушени от вятъра сгради е прочутият Едистонски фар край гр. Плимут в Южна Англия: само няколко години след неговата реконструкция той се срутва под напора на чудовищни вълни и урагана, загиват обитавалите го 6 души, сред тях и самият проектант на фара Хенри Уинстанли.
Бурята отнася оловния покрив на Уестминстърското абатство в Лондон, от което кралица Анна избягва и се крие в подземие на двореца Сейнт Джеймс. Напълно срутени са над 800 къщи в столицата и повече от 1000 в графство Кент, падат над 2000 комина в Лондон, оловните покриви на близо 100 църкви из цяла Англия са отнесени. Ветровете отнасят кръстовете от покривите на най-високите катедрали чак в градове край Балтийско море. В градчето Уелз(англ.)бълг., графство Съмърсет, Англия големият западен прозорец на Уелзката катедрала е частично разбит от вятъра, а паднал комин убива в леглото им епископа и съпругата му.
Най-тежко пострадват селскостопански постройки – близо 400 вятърни мелници и 300 хамбара са сринати. Само в гората Ню Форест в Южна Англия са изкоренени над 4000 дъба.
Германия
Цялата Долна Германия пострадва от урагана, достигнал своя връх на 8 декември 1703 година. Хиляди дървета са изтръгнати от земята в долината на р. Одер. Срутени са кулите на църкви – „Св. Ламберт“ в Люнебург и „Св. Николай“ във Висмар и др. Брегът на Северна Фризия е ударен от щормови прилив.
Нидерландия
Капитан от Зеландия докладва за адмиралтейството, че бурята е без прецедент и че е засегнала нидерландския флот.
Дания
Засегнати са датските градове Копенхаген и Олбор.

## Жертви
Само в Англия загиват между 8000 и 15 000 души, във Франция – над 500, в Нидерландия – близо 1000. Повечето от жертвите обаче са моряци – на сушата загиват общо по-малко от 300 души в цяла Европа.

## Последици
След като бурята най-после утихва на Британските острови, започва бързо да се разпространява схващането (внушено от Църквата на Англия), че бедствието е божие отмъщение за греховете на нацията.
Английският писател Даниел Дефо смята, че това е божие наказание за слабия отпор на Англия срещу католическите държави Испания и Франция в началото на Войната за испанското наследство. Той описва бедствието в своята книга „Бурята“ през 1704 г.